# Gina Cigna
Gina Cigna, nata Louise Geneviève Cigna, italianizzato in Luigia Genoveffa Cigna (Angers, 6 marzo 1900 – Milano, 26 giugno 2001) è stata un soprano francese naturalizzato italiano.

## Biografia

### La giovinezza e gli inizi
Il padre Ernest era un generale che discendeva da una famiglia originaria di Cogne e la madre, Alice Charles, era nativa della Normandia: risiedevano comunque a Parigi. La giovane Cigna si iscrisse al Conservatorio della capitale francese, dove si diplomò in pianoforte a pieni voti studiando con il celebre pianista svizzero Alfred Cortot per intraprendere la carriera di concertista. All'inizio si esibì a Parigi e in altre città francesi riscuotendo un buon successo.
Fu nel 1918 che Gina Gigna si innamorò della lirica, dopo che assistette con i genitori a una rappresentazione della Thaïs all'Opéra. Iniziò dunque a studiare canto, nonostante la contrarietà della famiglia, promettendo di rinunciare a esibirsi in pubblico. Scelse come insegnante il soprano Emma Calvé, una tra le cantanti più ammirate tra l'Ottocento e il Novecento, con la quale studiò per sette anni.
Nel 1921 conobbe e sposò il tenore francese Maurice Sens, di molti anni più anziano di lei, dal quale ebbe il figlio Pierre. Dopo la morte del padre, che era il suo principale freno verso il teatro, ottenne un'audizione all'Opéra che superò ottimamente, ma si trovò al cospetto di un ambiente pessimo che la spinse, su consiglio di Calvé, a trasferirsi in Italia. A Milano grazie all'agente Enrico Barbacini fu presentata al direttore d'orchestra Arturo Toscanini per un'audizione al Teatro alla Scala.

### Il debutto, la maturità e il successo
L'anno seguente, il 23 gennaio 1927, esordì ufficialmente al Teatro alla Scala di Milano interpretando il ruolo di Freja nell'Oro del Reno di Wagner: il successo fu tiepido, la sua voce, ancora immatura, necessitava di un ulteriore affinamento. Si ritirò dalle scene per i due anni seguenti, durante i quali si perfezionò, ripresentandosi all'Arena di Verona nel luglio 1929 come Margherita in Faust e alla Scala il 19 dicembre come Donna Elvira nel Don Giovanni. Il successo fu trionfale, portando la Cigna a costruirsi in quel teatro un solido repertorio di ruoli lirico-drammatici che la imposero come uno dei maggiori soprani drammatici del periodo.
Negli anni quaranta la sua fama raggiunse l'estero e cantò a Parigi, Londra, Chicago, San Francisco e New York. Nel 1981 le fu assegnato il premio Giacomo Puccini, con la motivazione: "La massima interprete del ruolo di Turandot nel Novecento".

### L'abbandono della carriera e gli ultimi anni
Nel 1947, mentre si recava a Vicenza per una recita, fu coinvolta in un incidente stradale in cui il pullman di linea su cui viaggiava si capovolse in un fosso. La Cigna uscì illesa dal mezzo e si presentò a teatro, ma durante la rappresentazione fu colta da un attacco cardiaco. Costretta a ritirarsi dalle scene a soli 48 anni, si dedicò all'insegnamento in vari conservatori (Toronto, Roma, Siena), fino a quando si stabilì definitivamente a Milano, dove tenne corsi di perfezionamento alla scuola del Teatro alla Scala; tra le sue allieve, i soprani Ghena Dimitrova e Maria Dragoni, il mezzosoprano Fiorenza Cossotto. 
Negli ultimi anni restò vedova anche del secondo marito e perse tragicamente il figlio. Morì a Milano all'età di 101 anni nella sua casa di largo V Alpini. È sepolta nel cimitero maggiore di Milano; è inoltre iscritta al Famedio, nel cimitero monumentale di Milano.

## Vocalità e personalità interpretativa
Dotata di una voce calda e piena, estesa, vigorosa, duttile e agile, è stata una grande interprete del repertorio romantico italiano, ma la poca propensione al canto di scuola e la mancanza di un'autentica tecnica virtuosistica (la sua Norma fu molto criticata per l'esecuzione pasticciata delle agilità) le hanno precluso il repertorio belliniano e donizettiano. Come attrice possedeva senso della misura, presenza scenica e forte temperamento drammatico.

## Repertorio
- Giuseppe Verdi
  - Aida (Aida)
  - Il trovatore (Leonora)
  - La forza del destino (Leonora)
  - Un ballo in maschera (Amelia)
  - Ernani (Elvira)
  - Don Carlo (Elisabetta)
  - Nabucco (Abigaille)
  - La traviata (Violetta)
  - Falstaff (Alice)
- Giacomo Puccini
  - Tosca (Tosca)
  - Turandot (Turandot)
- Amilcare Ponchielli
  - La Gioconda (Gioconda)
  - Il Figliuol Prodigo (Jeftele)
- Umberto Giordano
  - Andrea Chénier (Maddalena)
- Richard Wagner
  - L'oro del Reno (Freja)
  - Tannhäuser (Elisabeth)
- Vincenzo Bellini
  - Norma (Norma)
  - La straniera (Alaide)
- Francesco Cilea
  - Adriana Lecouvreur (Adriana)
- Gioachino Rossini
  - Mosè (Sinaide)
- Wolfgang Amadeus Mozart
  - Don Giovanni (Donna Elvira)
- Riccardo Zandonai
  - Francesca da Rimini (Francesca)
- Alfredo Catalani
  - Loreley (Loreley)
  - La Wally (Wally)
- Richard Strauss
  - Daphne (Daphne)
- Hector Berlioz
  - La damnation de Faust (Marguerite)
- Leoš Janáček
  - Jenůfa (Kostelnicka)
- Charles Gounod
  - Faust (Marguerite)
- Christoph Gluck
  - Alceste (Alceste)
- Ottorino Respighi
  - La fiamma (Silvana)
- Carlos Gomes
  - Lo schiavo (Ilàra)
  - Maria Tudor (Maria)
- Pietro Mascagni
  - Cavalleria rusticana (Santuzza)
  - Iris (Iris)
  - Isabeau (Isabeau)
- Gaetano Donizetti
  - Lucrezia Borgia (Lucrezia)
- Nikolaij Rimskij-Korsakov
  - La fiaba dello zar Saltan (La Zarina Militrisa)
- Italo Montemezzi
  - La nave (Basiliola)
- Modest Musorgskij
  - Boris Godunov (Ksenija)

## Discografia
- La Gioconda (selez.) dal vivo Cremona 1934 , direttore Tullio Serafin; Gina Cigna (Gioconda), Beniamino Gigli (Enzo), Mario Basiola (Barnaba), Gianna Pederzini (Laura), Tancredi Pasero (Alvise), Elena Nicolai (Cieca), - Etichetta Timaclub
- Norma: Torino, 1937. Orchestra e Coro dell'EIAR; direttore Vittorio Gui; maestro del coro Achille Consoli; Gina Cigna (Norma), Ebe Stignani (Adalgisa), Giovanni Breviario (Pollione), Tancredi Pasero (Oroveso) - Etichetta Cetra (prima incisione assoluta dell'opera completa)
- Norma: dal vivo Metropolitan 1937; direttore Ettore Panizza; Gina Cigna (Norma), Bruna Castagna (Adalgisa), Giovanni Martinelli (Pollione), Ezio Pinza (Oroveso) - Etichetta GOP
- Aida: dal vivo Metropolitan 1937; direttore Ettore Panizza; Gina Cigna (Aida), Giovanni Martinelli (Radames), Bruna Castagna (Amneris), Carlo Morelli (Amonasro), Ezio Pinza (Ramfis) - Etichetta Melodram/Myto
- Aida (selez.): dal vivo Opera di Berlino 1937; direttore Victor De Sabata; Gina Cigna (Aida), Beniamino Gigli (Radames), Ebe Stignani (Amneris), Ettore Nava (Amonasro), Tancredi Pasero (Ramfis) - Etichetta: GOP
- Turandot: Teatro di Torino, 4 – 15 settembre 1938. Orchestra e Coro dell'EIAR; direttore Franco Ghione; maestro del coro Achille Consoli; Gina Cigna (Turandot), Francesco Merli (Calaf), Magda Olivero (Liù), Luciano Neroni (Timur), Afro Poli (Ping), Gino Del Signore (Pang), Adelio Zagonara (Pong), Armando Giannotti (Altoum), Giuseppe Bravura (Un mandarino) - Etichetta Cetra (prima incisione assoluta dell'opera completa)
- Il trovatore: dal vivo Royal Opera House di Londra 1939; direttore Vittorio Gui; Jussi Björling (Manrico), Gina Cigna (Leonora), Mario Basiola (Il conte di Luna), Gertrud Wettergren (Azucena), Corrado Zambelli (Ferrando) - Etichetta GOP

## Curiosità
- Quando interpretò per la prima volta l'Iris di Mascagni, sotto la direzione dello stesso autore, costui si dimostrò eccessivamente esigente verso di lei. Seccata, il soprano gli disse allora: «Caro maestro, se anche così non le va bene, venga sul palco e canti lei la sua opera»[8]